# ديف يونغ (لاعب اتحاد الرغبي)
ديف يونغ (بالإنجليزية: Dave Young)‏ هو لاعب اتحاد الرغبي بريطاني، ولد في 18 فبراير 1985 في بلفاست في المملكة المتحدة.

## روابط خارجية
- ديف يونغ على موقع دوري الرغبي الممتاز (الإنجليزية)
- ديف يونغ عل موقع إسبنسكروم (الإنجليزية)
- ديف يونغ على موقع ItsRugby.co.uk (الإنجليزية)